# Anonymus Valesianus
Als Anonymus Valesianus (auch Excerptum Valesianum [I und II]) wird ein lateinischer Text bezeichnet, der von dem französischen Gelehrten Henricus Valesius (Henri de Valois, 1603–1676) in seiner 1636 veröffentlichten Ausgabe des Werkes des Ammianus Marcellinus mitpubliziert wurde.
Der Name ist leicht irreführend, da es sich um zwei Schriften handelt (daher auch teils als Anonymi Valesiani bezeichnet), die zudem keine inhaltliche Gemeinsamkeit haben, außer dass sie beide über Abschnitte der spätantiken Geschichte berichten. Die Texte stammen aus einer mittelalterlichen Handschriftensammlung, die im 9. Jahrhundert wohl in Verona angefertigt wurde.

## Anonymus Valesianus I
Bei der sogenannten Origo Constantini (Kapitel 1 bis 35 des Anonymus Valesianus) handelt es sich um einen Text, der sich mit dem Leben Kaiser Konstantins des Großen befasst und die Zeit von 305 bis 337 schildert. Der Autor ist unbekannt, war aber offenbar Heide und dürfte die Schrift wohl kurz nach dem Tod des Kaisers (337) verfasst haben, wenngleich auch eine Datierung ins späte 4. Jahrhundert erwogen wurde. Die wenigen christlichen Bezüge wurden später aus dem Geschichtswerk des Orosius angehängt. Der Verfasser urteilt jedoch recht ausgewogen über Konstantin und bietet trotz der Kürze des Textes teils wichtige Informationen, die sich nirgendwo anders finden. So behandelt er auch die oft vernachlässigte Frühzeit Konstantins, ansonsten vor allem die politische Geschichte zur Zeit der Auflösung der römischen Tetrarchie und danach. So wird nur in diesem Werk die Truppenstärke bei der Schlacht bei Cibalae angegeben.
Als eine Quelle diente wohl eine heute verlorene Biographie Konstantins (vielleicht Praxagoras), die auch später noch von Johannes Zonaras benutzt wurde. Ansonsten finden sich viele Gemeinsamkeiten mit anderen spätantiken Quellen, etwa mit Eutropius oder Aurelius Victor. Dies ist sehr wahrscheinlich auf eine gemeinsame Quelle zurückzuführen. Es könnte sich dabei um die sogenannte Enmannsche Kaisergeschichte handeln. Von einigen Forschern wurde sogar erwogen, dass die Origo ein Fragment aus der Enmannschen Kaisergeschichte darstellt, was aber eher zweifelhaft ist. In der aktuellen Forschung ist jedenfalls das Verhältnis der Origo zur Enmannschen Kaisergeschichte umstritten.

## Anonymus Valesianus II
Das zweite Werk (Kapitel 36 bis 96 des Textes; von Theodor Mommsen Chronica Theodericiana genannt) befasst sich mit der Geschichte Italiens von der Herrschaft des Julius Nepos bis zum Tod des Ostgotenkönigs Theoderich des Großen (474 bis 526). Der knappe Text ist eine sehr wichtige historische Quelle zur Herrschaft Theoderichs. Der ebenfalls anonyme Autor schrieb um die Mitte des 6. Jahrhunderts und war anti-arianisch eingestellt. Stilistisch ist die vulgär-lateinische Schrift niedriger einzuschätzen als die Origo Constantini Imperatoris. Die Darstellung ist sprunghaft, der Satzbau plump, die Gedankenführung oft unlogisch. Die Schrift ist keinem literarischen Typ der klassischen Antike angehörig, weist aber gewisse Ähnlichkeiten mit Suetons Biographien römischer Kaiser auf.
Inhaltlich schildert der Text nach der Regierung des Julius Nepos die Beseitigung des weströmischen Kaisertums durch Odoaker und dessen Herrschaft. Dabei referiert der Autor auch stets gleichzeitige Ereignisse im Byzantinischen Reich. Dieser Abschnitt nimmt die Kapiteln 36 bis 48 des Werks ein. Dann widmet sich der Verfasser dem Krieg zwischen Odoaker und Theoderich, der mit der Eliminierung des Ersteren endete (Kapiteln 49–56). Hierauf schildert er die Herrschaft Theoderichs in Italien überwiegend positiv als Friedenszeit allgemeinen Wohlstands sowie religiöser Toleranz gegen katholische Christen und behandelt besonders ausführlich den im Jahr 500 erfolgten Aufenthalt des Gotenkönigs in Rom. Er lobt auch Theoderichs Ausgleichspolitik zwischen Goten und Romanen (Kapitel 59–73). Als Nächstes geht er wieder auf Vorkommnisse im Byzantinischen Reich ein (Kapitel 74–79). Im Schlussteil, der sich erneut mit Theoderich beschäftigt, urteilt der Verfasser, offenbar ein katholischer Römer, überraschend und unvermittelt wesentlich negativer über den Gotenkönig; so könne dieser nicht schreiben. Auch habe Theoderich nun Katholiken verfolgt und Senatoren willkürlich hinrichten lassen, weshalb er zu Recht der Strafe Gottes verfallen sei (Kapitel 80–96). Dies ist wohl vor allem auf das arianische Bekenntnis Theoderichs und seiner Goten zurückzuführen, kaum jedoch auf eine etwaige „anti-germanische“ Stimmungslage. Allerdings wird der König, ähnlich wie in anderen spätantiken Quellen (Prokopios von Caesarea, Liber Pontificalis), seit der Hinrichtung des Philosophen Boethius vom Verfasser negativer beurteilt.
Der Autor benutzte verschiedene spätantike Quellen wie die Vita Sancti Severini des Eugippius und die Fasten von Ravenna. Möglicherweise verfasste er sein Werk in Ravenna, das in der Spätantike große Bedeutung hatte. Von manchen Forschern wurde bereits im 19. Jahrhundert erwogen, dass das Werk einen Auszug aus der heute verlorenen Chronik des Maximianus von Ravenna darstellt, was aber unsicher bleiben muss; eventuell hat der Verfasser aber die Chronik selbst benutzt. Roberto Cessi vermutete 1913 erstmals, dass es sich möglicherweise sogar um zwei verschiedene Verfasser handeln könnte, was eine Erklärung für die unterschiedliche Bewertung Theoderichs wäre (Kapitel 49–73 bzw. 80–96). Dagegen wurden allerdings in der modernen Forschung plausible Einwände erhoben, die eher für einen einzigen Autor sprechen, der absichtlich ein gespaltenes Bild von der Herrschaft Theoderichs vermitteln wollte.
Der negativ über Theoderich urteilende Schlussteil des Werks wurde in der modernen Forschung meist für weniger glaubwürdig als der Rest der Schrift gehalten, doch ist auch bei der positiven Darstellung des Gotenkönigs im Mittelteil des Textes eine kritische Prüfung der Zuverlässigkeit der berichteten historischen Fakten nötig. So gibt die hier gebrachte sehr positive Charakteristik der Regierung Theoderichs überwiegend Gemeinplätze von Elogen über Herrscher wieder, die deren Selbstdarstellung entsprechen. Konkrete Aussagen finden sich fast ausschließlich im kurzen Zeitintervall um den Rom-Besuch des Gotenkönigs. Ansonsten werden meist Anekdoten mit unbestimmtem Kontext erzählt, um das allgemeine positive Urteil zu belegen.

## Ausgaben und Übersetzungen
- Ingemar König: Origo Constantini: Anonymus Valesianus 1. Verl. Trierer Histor. Forschungen. Trier 1987 (mit deutscher Übersetzung und Kommentar).
- Ingemar König: Aus der Zeit Theoderichs des Großen. Einleitung, Text, Übersetzung und Kommentar einer anonymen Quelle. Wissenschaftliche Buchgesellschaft, Darmstadt 1997.
- Samuel N. C. Lieu, Dominic Montserrat: From Constantine to Julian: Pagan and Byzantine Views. A Source History. New York 1996 (zur origo Constantini siehe S. 39ff.).